# ポール・ヴィエイユ
ポール・ヴィエイユ（フランス語：Paul Marie Eugène Vieille、1854年9月2日 - 1934年1月14日）は、1884年に近代的なニトロセルロースベースの無煙火薬を開発したフランス人化学者である。
エコール・ポリテクニーク卒。"Laboratoire Central des Poudres et Salpetres" （火薬・硝石中央研究所）所長。フランス科学アカデミーの会員。
新型の火薬は、同じ重量の黒色火薬の3倍の威力で、燃焼残留物も残さない画期的な発明であった事から、瞬く間に各国の軍の、あらゆる兵器に採用された。この発明が認められ、1889年にルコント賞が授与された。